# Pleurodema marmorata
Pleurodema marmorata és una espècie de granota que viu a l'Argentina, Bolívia, Xile i el Perú.